# Número cuántico azimutal
El número cuántico azimutal o número cuántico de momento angular orbital es un número cuántico de un orbital atómico que determina su momento angular orbital y describe la forma del orbital. El número cuántico azimutal es el segundo de una serie de números cuánticos que describen el estado cuántico único de un electrón (los otros son el número cuántico principal, siguiendo la notación espectroscópica, el número cuántico magnético, y el número cuántico de espín). También es conocido como el número cuántico del momento angular orbital o número cuántico secundario, y se simboliza como ℓ (L minúscula).

## Derivación
El número cuántico azimutal, asociado con los estados de energía de los electrones de un átomo, es un conjunto de cuatro números cuánticos: n, ℓ, mℓ y ms. Estos especifican el estado cuántico único y completo de un solo electrón en un átomo, y forma parte de su función de onda u orbital. La función de onda de la ecuación de onda de Schrödinger se reduce a tres ecuaciones que una vez resueltas, conducen a los tres primeros números cuánticos. Por lo tanto, las ecuaciones para los tres primeros números cuánticos están interrelacionadas. El número cuántico azimutal surgió en la solución de la parte polar de la ecuación de onda. Para facilitar la comprensión de este concepto del azimut, también puede resultar útil revisar el sistema de coordenadas esféricas u otros sistemas alternativos de coordenadas matemáticas, además del sistema de coordenadas cartesianas. Generalmente, el sistema de coordenadas esféricas funciona mejor con modelos esféricos, el sistema de coordenadas cilíndricas con cilindros, el sistema cartesiano con volúmenes en general, etc.
El momento angular de un electrón atómico, L, está relacionado con su número cuántico ℓ mediante la siguiente ecuación:
{\displaystyle \mathbf {L} ^{2}\Psi =\hbar ^{2}{\ell (\ell +1)}\Psi }
donde ħ es la constante de Planck reducida, L2 es el operador del momento angular orbital y {\displaystyle \Psi } es la función de onda del electrón. El número cuántico ℓ siempre es un entero no negativo. Mientras que muchos libros de texto de introducción a la mecánica cuántica se refieren a L, por sí misma L no tiene ningún significado real, salvo en su uso como el operador de momento angular. Cuando se hace referencia al momento angular, lo mejor es usar simplemente el número cuántico ℓ.
Los orbitales atómicos tienen formas distintivas indicadas por letras. En la ilustración, las letras s, p, y d describen las formas del orbital atómico.
Sus funciones de onda toman la forma de armónicos esféricos, y así son descritos por los polinomios de Legendre. Los diversos orbitales relacionados con los diferentes valores de ℓ son a veces llamados subcapas, y (principalmente por razones históricas) se denominan por letras, de la siguiente manera:
| ℓ | Letra | Cantidad máxima de electrones | Forma                              | Nombre           |
| - | ----- | ----------------------------- | ---------------------------------- | ---------------- |
| 0 | s     | 2                             | esfera                             | definida (sharp) |
| 1 | p     | 6                             | dos mancuernas (dumbbells)[nota 2] | principal        |
| 2 | d     | 10                            | cuatro mancuernas o forma única 1  | difuso           |
| 3 | f     | 14                            | ocho mancuernas o forma única 2    | fundamental      |
| 4 | g     | 18                            | doce mancuernas o forma única 3    |                  |
| 5 | h     | 22                            |                                    |                  |
| 6 | i     | 26                            |                                    |                  |
Cada uno de los diferentes estados de momento angular pueden tomar 2 (2 ℓ + 1) electrones. Esto se debe a que el tercer número cuántico mℓ (que puede ser considerado en términos generales como la proyección cuantificada del vector de momento angular sobre el eje Z) se extiende desde -ℓ a ℓ en unidades enteras, y por tanto hay 2ℓ + 1 estados posibles. Cada orbital n, ℓ, mℓ distinto puede ser ocupado por dos electrones con espines opuestos (dado por el número cuántico ms), dando 2(2ℓ + 1) electrones en general. Los orbitales con un valor más alto de ℓ al expuesto en la tabla son perfectamente admisibles, pero estos valores cubren todos los átomos descubiertos hasta ahora.
Para un valor dado del número cuántico principal n, los posibles valores de ℓ se dan en el rango de 0 a n - 1. Por lo tanto, la capa n = 1 solamente posee una subcapa s y solamente puede tomar dos electrones; la capa n = 2 posee una subcapa s y una p, y en general puede tomar ocho electrones; la capa n = 3 posee subcapas s, p y d, y tiene un máximo de 18 electrones; y así sucesivamente. En general, el número máximo de electrones en el enésimo nivel de energía es 2n2.
El número cuántico del momento angular, ℓ, regula el número de nodos planos que pasan por el núcleo. Un nodo plano puede ser descrito en una onda electromagnética como el punto medio entre la cresta y el valle, el cual tiene magnitud cero. En un orbital s, ningún nodo pasa por el núcleo, por consiguiente el número cuántico azimutal ℓ correspondiente toma el valor de 0. En un orbital p, un nodo atraviesa el núcleo y por lo tanto ℓ tiene el valor de 1. L tiene el valor √2ħ.
En función del valor de n, existe un número cuántico de momento angular ℓ y la serie siguiente. A continuación se indican las longitudes de onda para un átomo de hidrógeno:
n = 1, L = 0, serie de Lyman (ultravioleta)
n = 2, L = √2ħ, serie de Balmer (visible)
n = 3, L = √6ħ, serie de Ritz-Paschen (infrarrojo de onda corta)
n = 5, L = 2√5ħ, serie de Pfund (infrarrojo de onda larga).

## Adición de momentos angulares cuantizados
Dado un momento angular total cuantizado {\displaystyle {\vec {\jmath }}} que es la suma de dos momentos angulares cuantizados individuales {\displaystyle {\vec {\ell _{1}}}} y {\displaystyle {\vec {\ell _{2}}}}, 
{\displaystyle {\vec {\jmath }}={\vec {\ell _{1}}}+{\vec {\ell _{2}}}}
el número cuántico {\displaystyle j} asociado con su magnitud puede variar desde {\displaystyle |\ell _{1}-\ell _{2}|} hasta {\displaystyle \ell _{1}+\ell _{2}} en medidas enteras donde {\displaystyle \ell _{1}} y {\displaystyle \ell _{2}} son los números cuánticos correspondientes a las magnitudes del momento angular individual.

### Momento angular total de un electrón en el átomo

"Conos vectoriales" del momento angular total J (púrpura), orbital L (azul), y de espín S (verde). Los conos surgen debido a la incerteza cuántica al medir las componentes del momento angular.

Debido a la interacción espín-órbita en el átomo, el momento angular orbital no conmuta con el hamiltoniano ni con el espín. Por lo tanto estos cambian con el tiempo. Sin embargo, el momento angular total J conmuta con el hamiltoniano y así es constante. J se define mediante
{\displaystyle {\vec {J}}={\vec {L}}+{\vec {S}}}
siendo L el momento angular orbital y S el espín. El momento angular total cumple con las mismas relaciones de conmutación que el momento angular orbital, es decir
{\displaystyle [J_{i},J_{j}]=i\hbar \epsilon _{ijk}J_{k}}
de la que sigue
{\displaystyle \left[J_{i},J^{2}\right]=0}
donde Ji representa Jx, Jy, y Jz.
Los números cuánticos que describen el sistema (constantes en el tiempo) ahora son j y mj, definidos a través de la acción de J sobre la función de onda {\displaystyle \Psi }
{\displaystyle \mathbf {J} ^{2}\Psi =\hbar ^{2}{j(j+1)}\Psi }
{\displaystyle \mathbf {J} _{z}\Psi =\hbar {m_{j}}\Psi }
Así que j se relaciona con la norma del momento angular total y mj con su proyección a lo largo de un eje especificado.
Como con cualquier momento angular en la mecánica cuántica, la proyección de J a lo largo de otros ejes no pueden ser co-definida con Jz, debido a que no conmutan.

#### Relación entre los números cuánticos nuevos y viejos
j y mj, junto con la paridad del estado cuántico, remplazan los números cuánticos ℓ, mℓ y ms (la proyección del espín a lo largo del eje especificado). Los primeros números cuánticos pueden estar relacionados con los últimos.
Además, los vectores propios de j, mj y la paridad, que también son vectores propios del hamiltoniano, son combinaciones lineales de los vectores propios de ℓ, mℓ y ms.

## Lista de los números cuánticos de momento angular
- Momento angular intrínseco de número cuántico, o simplemente número cuántico de espín.
- Momento angular orbital de número cuántico (el objeto de este artículo).
- Número cuántico magnético, relacionado con el momento orbital del número cuántico.
- Momento angular total del número cuántico.

## Historia
El número cuántico azimutal fue trasladado desde el modelo atómico de Bohr y fue postulado por Arnold Sommerfeld. El modelo de Bohr fue derivado del análisis espectroscópico del átomo en combinación con el modelo atómico de Ernest Rutherford. El nivel cuántico más bajo resultó tener un momento angular de cero. Para simplificar las matemáticas , las órbitas se consideraron como cargas oscilantes en una dimensión, y así descrito como órbitas «péndulo». En tres dimensiones, la órbita se convierte en esférica sin ningún nodo que cruce el núcleo, de manera similar a una cuerda de saltar que oscila en un círculo grande.